# Daniel (profet)
 For alternative betydninger, se Daniel (flertydig). (Se også artikler, som begynder med Daniel)
Profeten Daniel (Hebraisk: דָּנִיּאֵל, Daniyyel; Persisk: دانيال, Dâniyal eller Danial; Arabisk: دانيال, Danyal) er hovedpersonen og forfatteren af Daniels Bog i Tanakh og Det Gamle Testamente. I bogen beskrives, hvordan Daniel bortføres til Babylon for at blive oplært i babylonsk kultur sammen med flere andre jødiske unge mænd. Formålet er at de skal kunne hjælpe til under deportationen af en større gruppe jøder efterfølgende.
Daniel er velsignet af Gud fordi han holder fast i de jødiske skikke og bliver skænket evnen til at tyde drømme. Daniel er kendt for historien om Daniel i løvekulen, hvor Daniel bliver dømt til at overnatte blandt løver, fordi han har bedt til Gud, selvom det var blevet forbudt.
Navnet "Daniel" betyder "El (gud) er min dommer".